# (33277) 1998 HO119
1998 HO119 (asteroide 33277) é um asteroide da cintura principal. Possui uma excentricidade de 0.04577310 e uma inclinação de 11.05557º.
Este asteroide foi descoberto no dia 23 de abril de 1998 por LINEAR em Socorro.